# Impingementsyndrom
Subacromiell smärta (tidigare impingement) är den vanligaste orsaken till smärtor i axeln. Vanliga strukturer som kan ge smärta är rotatorkuffens senor samt den subacromiella bursan. Prevalensen varierar mellan 7 och 26 procent. Ungefär 1 procent av alla besök hos allmänspecialist på vårdcentral rör axelsmärtor. Vilket gör den till den tredje vanligaste sökorsaken för muskuloskeletal smärta, efter rygg- och nacksmärta. Förekomsten av axelsmärta varierar stort mellan olika yrkesgrupper, där prevalensen hos kontorsarbetare kan vara så låg som 1 procent jämfört med upp till 70 procent hos byggnadsarbetare som arbetar med händer ovan axelplanet.

## Historik

Relevanta strukturer i axeln.

1972 publicerade den amerikanske ortopedkirurgen Charles Neer artikeln "Anterior Acromioplasty for the Chronic Impingement Syndrome in the Shoulder: A Preliminary Report". Resultaten i denna studie var inte robusta, men de fick stor påverkan på den ortopedkirurgiska handläggningen av impingement, samt förståelse för hur problemet uppkommer, under de 50 år som följt sedan dess. Neer argumenterade för att den primära orsaken till axelsmärta var en mekanisk inklämning av strukturer mellan acromion och tuberculum majus. Neer rekommenderade kirurgisk behandling av detta hypotiserade tillstånd. Hypotesen har medfört att miljontals människor opererats genom acromioplastik, beskrivet nedan. På senare tid har acromions påverkan på rotatorkuffen ifrågasatts.

## Mekanism och kontrovers
Axelsmärtor har tidigare setts som inklämningstillstånd kring axelns rotatorkuff, därav benämningen impingement. Den förklaringsmodell som hittills varit dominerande bygger på att rotatorkuff och bursa kläms mellan acromion och överarmsbenets huvud (caput humeri), vilket kan skapa irritation och smärta. Detta leder till att rörelser i glenohumeralleden (axelns stora led) ger upphov till smärta. Grunden för ifrågasättande av denna hypotes är bland annat att acromioplastik inte visat sig vara bättre än placebo eller träning och den dåliga samstämmigheten mellan anatomiska förhållanden och symtom. Den exakta orsaken till smärttillstånd här är för det mesta oklar, det finns ett antal föreslagna teorier om uppkomst till smärta. Flera regioner i Sverige har börjat använda benämningen subacromiell smärta i stället, då det anses att det inte finns evidens för tidigare hypotes.

## Diagnostik
Läkare eller sjukgymnast/fysioterapeut ställer diagnosen efter upptagning av sjukdomshistoria och strukturerad undersökning. I Sverige är sjukgymnast/fysioterapeut ofta förstabedömare av detta besvär. Röntgenundersökning behövs sällan då den inte tillför någon väsentlig information för att ställa diagnos och inte är heller är vägledande för behandling. Röntgen kan ibland användas för att utesluta annan patologi.

## Behandling

### Träning
Det finns starkt stöd för att rekommendera fysioterapeutisk träning som behandling vid subacromiell smärta. Behandling vid subacromiell smärta går ut på att lindra smärta samt öka rörlighet och styrka, för att på så sätt återfå funktion. Behandling sker huvudsakligen hos fysioterapeut. Träning och fysioterapi har visat sig vara effektivt som behandling vid subacromiell smärta, men det är fortfarande osäkert vilken typ av träning som är bäst. En systematisk översikt och meta-analys såg till exempel ingen skillnad mellan excentrisk träning och övrig träning när det kom till att minska smärta eller öka funktion.

### Läkemedel och injektionsbehandling
Vid behov kan läkare konsulteras för hjälp med smärtlindring, antingen med mediciner eller med subacromiell kortisoninfiltration, resultaten av detta är ofta kortvariga, men kan vara av värde vid stark smärta som omöjliggör träning. Denna systematiska review och metanalys visade ingen skillnad mellan injektion av icke-steroid antiinflammatorisk (inte kortison) medicin eller Injektion av kortison subacromiellt (utrymmet mellan caput humeri och acromion) vad gäller påverkan på smärta.

### Operation

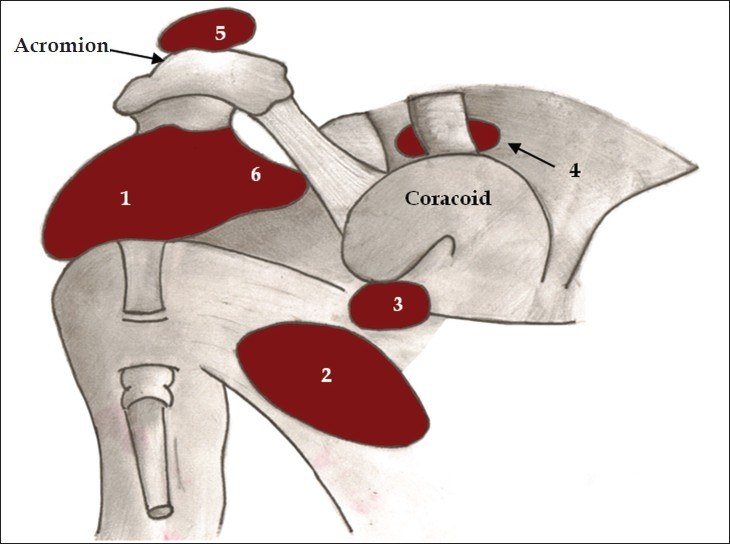
Illustration av utrymmet mellan acromion och överarmens stora benutskott.

Operativa åtgärder som acromioplastik är vanligt förekommande, och bygger på en mekanistisk hypotes nämnd ovan. Vid operationen tas slemsäcken mellan acromion och överarmsbenets stora knöl bort, samt ben på den undre och främre delen av acromion. Syftet är att motverka inklämning av rotatorkuffens senor. Men det vetenskapliga underlaget för om detta leder till mindre smärta och bättre funktion på sikt är bristfälligt.
I en review och metaanalys, publicerad 2019, framkom evidens som med hög säkerhet inte visade någon fördel med acromioplastik jämfört med placebokirurgi. Cochrane har kommit fram till samma sak. Författarna skriver att det är osannolikt att framtida forskning kommer ändra på resultaten från denna systematiska review.

### Andra förekommande behandlingar
Måttlig evidens för att stötvåg, laser och ultraljud inte har någon effekt på tillståndet.